# Mason Mount
Mason Tony Mount, né le 10 janvier 1999 à Portsmouth (Angleterre), est un footballeur international anglais qui joue au poste de milieu offensif à Manchester United.
Milieu offensif ou milieu relayeur Mason Mount est un joueur au profil offensif bien qu'il puisse aussi se montrer précieux à la récupération du ballon ou pour conserver la balle.
Il possède une bonne frappe ainsi qu'une vision du jeu au-dessus de la moyenne.
Après plusieurs prêts il revient à Chelsea et devient un homme clef dans son club de toujours. En 2020, il forme un trio redoutable au milieu de terrain avec N'Golo Kanté et Jorginho et remporte la Ligue des champions 2020-2021.
Il est sélectionné pour participer à l'Euro 2020 (se déroulant en 2021). Touché par le Covid-19 en début de compétition, il joue ensuite tous les matchs jusqu'à la finale perdue contre l'Italie.

## Biographie

### Prêt au Vitesse Arnhem
Mason Tony Mount sort officiellement de l'académie de Chelsea à l'issue de la saison 2016-2017 et le 24 juillet 2017, il est prêté au Vitesse Arnhem ce qui constitue sa première expérience du monde professionnel.
Le 26 août 2017, il fait ses débuts professionnels en entrant en jeu à la place de Milot Rashica lors d'une défaite 2-1 contre l'AZ Alkmaar en Eredivisie. Le 1er octobre suivant, il marque son premier but face au FC Utrecht et permet aux siens d'arracher un match nul 1-1. Après des débuts un peu hésitants, il s'impose au sein de l'effectif du club néerlandais et dispute notamment ses premières rencontres européennes en Ligue Europa. Le 9 mai 2018, Mount réalise le premier triplé de sa carrière contre l'ADO Den Haag. Il inscrit 13 buts en 39 matchs toutes compétitions confondues avec le club néerlandais avant de réintégrer l'effectif de Chelsea à l'issue de la saison.

### Prêt à Derby County
Le 17 juillet 2018, il est prêté pour une saison à Derby County, club entrainé par Frank Lampard, légende de Chelsea et qui tient Mount en très haute estime. Le 3 août suivant, il joue son premier match avec les Rams à l'occasion de la première journée de la saison 2018-2019 de Championship contre Reading. Il inscrit par la même occasion son premier but sous le maillot de Derby County, qui remporte le match 1-2. Il se distingue le 13 avril 2019 en réalisant le premier triplé de sa jeune carrière, lors d'une rencontre de championnat face à Bolton Wanderers. Il contribue ainsi à la large victoire de son équipe par quatre buts à zéro ce jour-là,. Titulaire indiscutable, il atteint la finale des playoffs de championship avec les Rams, en inscrivant notamment un but lors des demis-finale face à Leeds United mais perd en finale face à Aston Villa. Il inscrit un total de onze buts en quarante-quatre matchs toutes compétitions confondues avec Derby County.

### Retour à Chelsea

#### 2019-2020: découverte du tout haut niveau

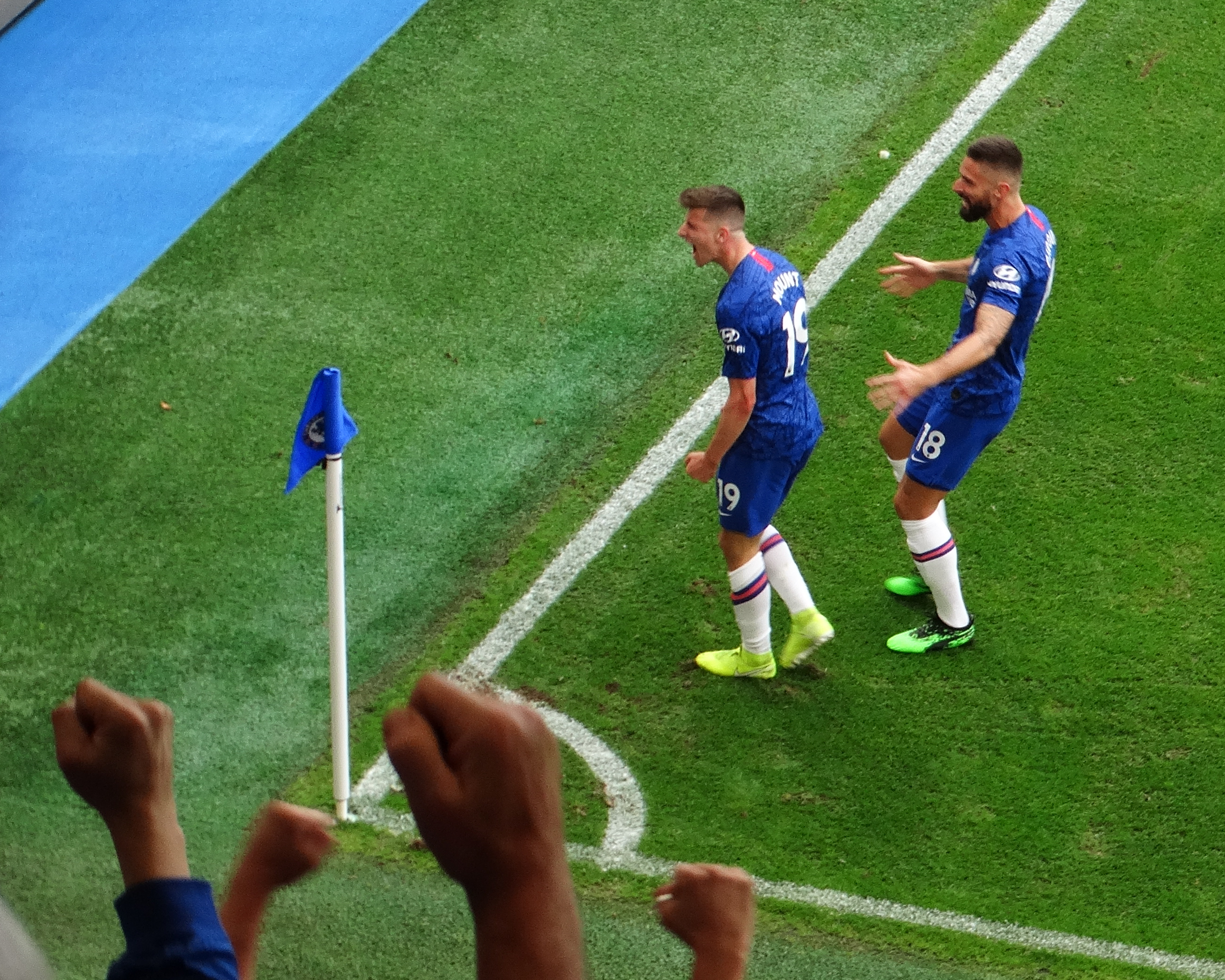
Mount après avoir marqué son tout premier but avec Chelsea en août 2019.

De retour de prêt, Mount retrouve à Chelsea son ancien entraineur à Derby, Frank Lampard, nommé à la tête des Blues en juin 2019. Chelsea étant frappé par une interdiction de recrutement, Mount est conservé par le club et ne repart pas en prêt pour une troisième saison consécutive. Il est titularisé pour la première fois avec son club formateur à l'occasion du premier match de la saison 2019-2020 de Premier League contre Manchester United (défaite 4-0) le 11 août 2019. Il joue dès son 2e match de la saison la Supercoupe d'Europe face à Liverpool (défaite aux tirs au but : 2-2 après prolongation puis 5-4). Quatre jours plus tard, il inscrit son premier but avec Chelsea face à Leicester City (1-1). Rapidement, il s'impose comme l'un des hommes fort des Blues au début de saison. Il joue son premier match de Ligue des champions au mois de septembre face à Valence, Chelsea sortira de la compétition en 8e de finale face au futur vainqueur le Bayern Munich (défaite 7-1 sur l'ensemble des deux matchs). En FA cup, Mount joue tous les matchs de son équipe, marquant même en demi-finale contre Manchester United, et arrive en finale de la compétition mais perd contre les Gunners d'Arsenal (2-1). Titulaire sous les ordres de Frank Lampard, Mason Mount finit sa première saison pro avec son club de toujours avec huit buts inscrits en cinquante-trois matchs toutes compétitions confondues au cours de la saison 2019-2020.

#### 2020-2021: titulaire indiscutable et sacre en Ligue des champions
Lors de la saison 2020-2021, Mount reste un titulaire de l'équipe de Frank Lampard, il est même l'un des éléments essentiels de l'équipe londonienne. Alors que Chelsea est en très mauvaise posture en championnat (9e à la mi-saison), Mount est un des seuls Blues à être au niveau.
Le 24 janvier 2020, il est nommé pour la première fois capitaine de Chelsea à l'occasion d'un match de FA Cup face à Luton Town.
Malgré l'arrivée de Thomas Tuchel après le licenciement de Frank Lampard, il reste un élément fort et majeur de l'équipe, étant très souvent titularisé. Au fur et à mesure de la saison, il démontre une aisance technique et une maturité bien au-dessus des autres jeunes joueurs de son âge, faisant souvent la cible des éloges des spécialistes. Il est régulièrement mis en comparaison avec Phil Foden son compatriote évoluant à Manchester City. Il marque des buts importants comme celui décisif lors de la victoire contre Liverpool (0-1) à Anfield qui permet à Chelsea de rester dans la course aux places qualificative pour la Ligue des Champions.
Lors du quart de finale aller de la Ligue des Champions contre Porto, il marque son premier but dans la compétition européenne et participe ainsi à la victoire de son club sur la double confrontation (2-1 sur l'ensemble des deux matchs). Chelsea retrouve en demi-finale le Real Madrid, vainqueur de 3 des 6 dernières éditions, après un match nul arraché à l'extérieur au match aller (1-1), alors que Chelsea mène 1-0 au match retour grâce à un but de Timo Werner, Mount marque le but qui scelle le sort du match et qui qualifie l'équipe londonienne en finale de la Ligue des Champions.
Le 15 mai 2021, il joue sa troisième finale avec son club formateur contre Leicester dans une finale de FA Cup, qui verra malheureusement une nouvelle défaite dans cette compétition, 1 an après la défaite dans cette même compétition contre Arsenal.
Malgré cette défaite, la semaine suivante, afin de récompenser sa régularité sur l'ensemble de la saison, il est élu joueur de la saison du club succédant ainsi à Matteo Kovacic.
Le samedi 29 mai 2021, Chelsea affronte Manchester City en finale de Ligue des Champions au stade du Dragon, l'enceinte du FC Porto. Mount réalise une prestation de grande qualités en délivrant notamment la passe décisive pour le but décisif de la rencontre inscrit par Kai Havertz. Cette victoire lui permet ainsi de remporter le premier trophée de sa carrière. Quelques jours plus tard, il est nommé dans l'équipe type de la Ligue des champions pour la saison 2020-2021.

#### 2021-2022
Le 11 août 2021 Mount remporte son second trophée avec Chelsea en soulevant la Supercoupe de l'UEFA contre Villarreal. Le 8 octobre, il fait partie des 30 nommés pour le Ballon d'or 2021. Le 23 octobre, il ouvre son compteur but pour la saison et inscrit par la même occasion le premier triplé de sa carrière, lors d'une victoire 7-0 de Chelsea face à Norwich City. Le 29 novembre, il est nommé 19e au Ballon d'or.
Le 12 février 2022, il remporte son troisième trophée avec Chelsea en soulevant la Coupe du monde des clubs 2021. Deux semaines plus tard, il échoue une nouvelle fois en finale d'une compétiton à Wembley en perdant avec son club en finale de la League Cup contre Liverpool aux tirs au but.
Le 12 avril, il inscrit le premier but des siens lors du quart de finale retour de Ligue des champions contre le Real Madrid. Chelsea est toutefois éliminé 4-5 sur l'ensemble des deux matchs et perd donc sa couronne européenne.
Le 14 mai, il manque son tir au but en finale de la FA Cup et s'incline avec Chelsea, de nouveau face à Liverpool en finale. Cette défaite, la troisième consécutive en finale de la coupe d'Angleterre est également la sixième de Mount lors d'une finale jouée à Wembley.
Il termine la saison avec 13 buts et 16 passes décisives toutes compétitions confondues ce qui constitue alors son meilleur total en carrière. Il est nommé joueur de la saison par les supporters des Blues pour la seconde année consécutive.

### Manchester United
Le 5 juillet 2023, Manchester United annonce que Mount arrive dans le club mancunien pour cinq ans plus une année en option et une indemnité de 64,20 M€. Il y porte le très prisé numéro 7 porté auparavant par des légendes mancuniennes telles que George Best, Eric Cantona, David Beckham ou encore Cristiano Ronaldo.

### En sélection

#### Équipes jeunes
Mason Mount participe au championnat d'Europe des moins de 17 ans en 2016 avec l'équipe d'Angleterre de cette catégorie. Il joue quatre matchs lors de cette compétition, inscrivant un but contre le Danemark. L'Angleterre est battue en quarts de finale par l'Espagne.
Deux ans plus tard, il prend part au championnat d'Europe des moins de 19 ans, que l'Angleterre remporte en battant le Portugal en finale. Lors de cette compétition, il joue cinq matchs et inscrit un but contre la Bulgarie.
Le 11 septembre 2018, Mount honore sa première sélection avec les espoirs anglais lors d'un match comptant pour les éliminatoires de l'Euro 2019 contre la Lettonie. Il inscrit le second but des Anglais qui remportent le match 1-2.
Le 4 octobre 2018, il est convoqué pour la première fois en équipe d'Angleterre par Gareth Southgate.
Le 27 mai 2019, il fait partie des vingt-trois joueurs sélectionnés pour participer à l'Euro espoirs 2019 avec l'équipe d'Angleterre.

#### Équipe d'Angleterre A
Le 7 septembre 2019, Mason Mount honore sa première sélection avec l'équipe d'Angleterre en entrant en cours de match à la place de Jordan Henderson contre la Bulgarie (victoire 4-0).
Le 17 novembre 2019, il inscrit son premier but avec les Three Lions lors d'un match comptant pour les éliminatoires de l'Euro 2020 contre le Kosovo (0-4).
Le 1er juin 2021, il est retenu par Gareth Southgate pour participer à l'Euro 2020 avec la sélection Anglaise. Titulaire au début de la compétition, il est contraint de déclarer forfait pour le troisième match de groupe après avoir été en contact rapproché avec son coéquipier à Chelsea Billy Gilmour, testé positif après la rencontre entre les anglais et l'Écosse. Il revient dans le onze de départ à l'occasion des quarts de finale et sera titulaire jusqu'au bout de la compétition. L'Angleterre sera finalement défaite aux tirs au but contre l'Italie.
Le 10 novembre 2022, il est sélectionné par Gareth Southgate pour participer à la Coupe du monde 2022.

## Style de jeu

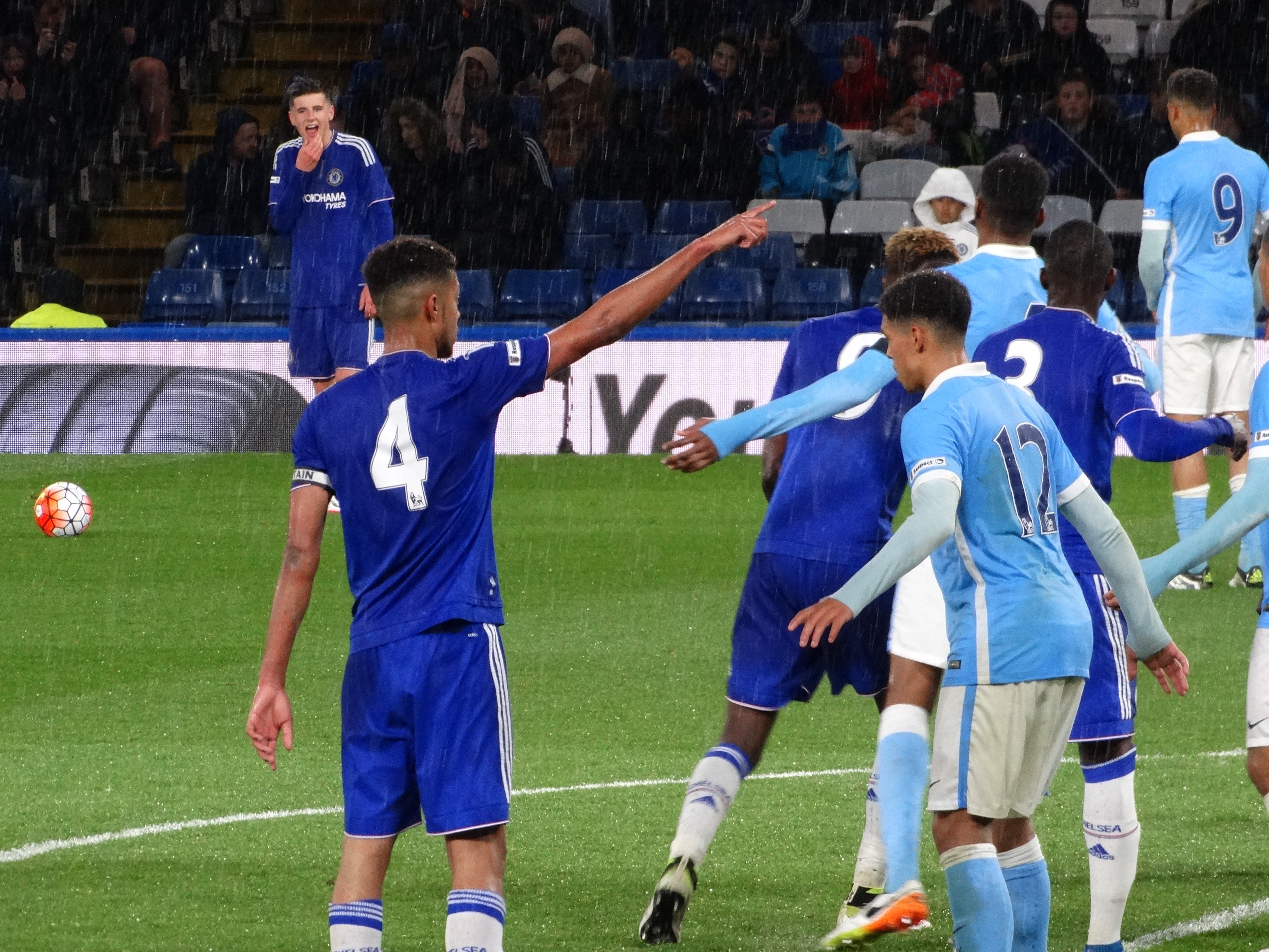
Mount sur le point de tirer un coup franc lors d'une rencontre de FA Youth Cup avec Chelsea en 2016.

Comparé à son ancien entraineur, Frank Lampard, Mount est l'archétype du milieu de terrain anglais à ses débuts. Actif et travailleur, il se distingue par une forte activité au milieu de terrain et une certaine solidité dans les duels. Lors de sa première saison à Chelsea, il est parfois déployé en tant qu'ailier gauche grâce à sa technique et son agilité. Lors de l'arrivée de Thomas Tuchel sur le banc des Blues, Mount devient un membre indéboulonnable du trio offensif de l'équipe en occupant le côté gauche de l'attaque.
Mount se distingue également par une excellente frappe de balle, ce qui lui permet d'inscrire de nombreux buts hors rectangles ou à l'entrée de la surface. Il est également l'un des principaux tireurs de phases arrêtées de l'équipe.

## Statistiques
| Saison                | Club                  | Championnat           | Championnat | Championnat | Championnat | Coupe nationale | Coupe nationale | Coupe nationale | Coupe de la Ligue | Coupe de la Ligue | Coupe de la Ligue | Supercoupe | Supercoupe | Supercoupe | Compétition(s) continentale(s) | Compétition(s) continentale(s) | Compétition(s) continentale(s) | Compétition(s) continentale(s) | Play-offs | Play-offs | Play-offs | Supercoupe UEFA | Supercoupe UEFA | Supercoupe UEFA | Coupe du monde des clubs | Coupe du monde des clubs | Coupe du monde des clubs | Total | Total | Total |
| Saison                | Club                  | Division              | M.          | B.          | P.d.        | M.              | B.              | P.d.            | M.                | B.                | P.d.              | M.         | B.         | P.d.       | Comp.                          | M.                             | B.                             | P.d.                           | M.        | B.        | P.d.      | M.              | B.              | P.d.            | M.                       | B.                       | P.d.                     | M.    | B.    | P.d.  |
| 2017-2018             | Vitesse Arnhem (prêt) | Eredivisie            | 29          | 8           | 8           | 1               | 0               | 0               | -                 | -                 | -                 | -          | -          | -          | C3                             | 6                              | 0                              | 1                              | 3         | 5         | 1         | -               | -               | -               | -                        | -                        | -                        | 39    | 13    | 10    |
| 2018-2019             | Derby County (prêt)   | Championship          | 35          | 8           | 4           | 2               | 0               | 0               | 4                 | 2                 | 0                 | -          | -          | -          | -                              | -                              | -                              | -                              | 3         | 1         | 0         | -               | -               | -               | -                        | -                        | -                        | 44    | 11    | 4     |
| 2019-2020             | Chelsea FC            | Premier League        | 37          | 7           | 6           | 6               | 1               | 0               | 1                 | 0                 | 0                 | -          | -          | -          | C1                             | 8                              | 0                              | 0                              | -         | -         | -         | 1               | 0               | 0               | -                        | -                        | -                        | 53    | 8     | 6     |
| 2020-2021             | Chelsea FC            | Premier League        | 36          | 6           | 5           | 5               | 1               | 0               | 2                 | 0                 | 1                 | -          | -          | -          | C1                             | 11                             | 2                              | 2                              | -         | -         | -         | -               | -               | -               | -                        | -                        | -                        | 54    | 9     | 8     |
| 2021-2022             | Chelsea FC            | Premier League        | 32          | 11          | 10          | 5               | 1               | 3               | 6                 | 0                 | 1                 | -          | -          | -          | C1                             | 7                              | 1                              | 2                              | -         | -         | -         | 1               | 0               | 0               | 2                        | 0                        | 0                        | 53    | 13    | 16    |
| 2022-2023             | Chelsea FC            | Premier League        | 24          | 3           | 2           | 1               | 0               | 0               | 1                 | 0                 | 0                 | -          | -          | -          | C1                             | 9                              | 0                              | 4                              | -         | -         | -         | -               | -               | -               | -                        | -                        | -                        | 35    | 3     | 6     |
| Sous-total            | Sous-total            | Sous-total            | 129         | 27          | 23          | 17              | 3               | 3               | 10                | 0                 | 2                 | 0          | 0          | 0          | -                              | 35                             | 3                              | 8                              | -         | -         | -         | 2               | 0               | 0               | 2                        | 0                        | 0                        | 195   | 33    | 36    |
| 2023-2024             | Manchester United     | Premier League        | 14          | 1           | 0           | 2               | 0               | 0               | 2                 | 0                 | 1                 | -          | -          | -          | C1                             | 2                              | 0                              | 0                              | -         | -         | -         | -               | -               | -               | -                        | -                        | -                        | 20    | 1     | 1     |
| 2024-2025             | Manchester United     | Premier League        | 16          | 1           | 0           | 0               | 0               | 0               | 0                 | 0                 | 0                 | 1          | 0          | 0          | C3                             | 9                              | 2                              | 0                              | -         | -         | -         | -               | -               | -               | -                        | -                        | -                        | 26    | 3     | 0     |
| 2025-2026             | Manchester United     | Premier League        | 1           | 0           | 0           | -               | -               | -               | -                 | -                 | -                 | -          | -          | -          | -                              | -                              | -                              | -                              | -         | -         | -         | -               | -               | -               | -                        | -                        | -                        | 1     | 0     | 0     |
| Sous-total            | Sous-total            | Sous-total            | 31          | 2           | 0           | 2               | 0               | 0               | 2                 | 0                 | 1                 | 1          | 0          | 0          | -                              | 11                             | 2                              | 0                              | 0         | 0         | 0         | 0               | 0               | 0               | 0                        | 0                        | 0                        | 47    | 4     | 1     |
| Total sur la carrière | Total sur la carrière | Total sur la carrière | 224         | 45          | 35          | 22              | 3               | 3               | 16                | 2                 | 3                 | 1          | 0          | 0          | -                              | 52                             | 5                              | 9                              | 6         | 6         | 1         | 2               | 0               | 0               | 2                        | 0                        | 0                        | 325   | 61    | 51    |

### En sélection
| Années                | Sélection             | Phases finales         | Phases finales | Phases finales | Phases finales | Éliminatoires | Éliminatoires | Éliminatoires | Éliminatoires | Amicaux | Amicaux | Amicaux | Autres compétitions | Autres compétitions | Autres compétitions | Autres compétitions | Total | Total | Total |
| Années                | Sélection             | Comp.                  | M.             | B.             | P.d.           | Comp.         | M.            | B.            | P.d.          | M.      | B.      | P.d.    | Comp.               | M.                  | B.                  | P.d.                | M.    | B.    | P.d.  |
| --------------------- | --------------------- | ---------------------- | -------------- | -------------- | -------------- | ------------- | ------------- | ------------- | ------------- | ------- | ------- | ------- | ------------------- | ------------------- | ------------------- | ------------------- | ----- | ----- | ----- |
| 2018                  | Angleterre            | -                      | -              | -              | -              | Euro 2020     | -             | -             | -             | -       | -       | -       | LdN                 | 0                   | 0                   | 0                   | 0     | 0     | 0     |
| 2019                  | Angleterre            | Ligue des nations 2019 | -              | -              | -              | Euro 2020     | 6             | 1             | 1             | -       | -       | -       | -                   | -                   | -                   | -                   | 6     | 1     | 1     |
| 2020                  | Angleterre            | -                      | -              | -              | -              | -             | -             | -             | -             | 2       | 0       | 0       | LdN                 | 5                   | 2                   | 0                   | 7     | 2     | 0     |
| 2021                  | Angleterre            | Euro 2020              | 5              | 0              | 1              | CdM 2022      | 8             | 1             | 3             | -       | -       | -       | -                   | -                   | -                   | -                   | 13    | 1     | 4     |
| 2022                  | Angleterre            | Coupe du monde 2022    | 4              | 0              | 0              | -             | -             | -             | -             | 1       | 0       | 0       | LdN                 | 5                   | 1                   | 0                   | 10    | 1     | 0     |
| Total sur la carrière | Total sur la carrière | Total sur la carrière  | 9              | 0              | 1              | -             | 14            | 2             | 4             | 3       | 0       | 0       | -                   | 10                  | 3                   | 0                   | 36    | 5     | 5     |

Matchs internationaux
Le tableau suivant liste les rencontres de l'équipe d'Angleterre dans lesquelles Mason Mount a été sélectionné depuis le 7 septembre 2019 jusqu'à présent :

#### Buts internationaux
| Buts internationaux de Mason Mount | Buts internationaux de Mason Mount | Buts internationaux de Mason Mount | Buts internationaux de Mason Mount | Buts internationaux de Mason Mount | Buts internationaux de Mason Mount | Buts internationaux de Mason Mount | Buts internationaux de Mason Mount | Buts internationaux de Mason Mount |
| 0                                  | Date                               | Lieu                               | Compétition                        | Résultat                           | Adversaire                         | Détail                             | Détail                             | Sél.                               |
| ---------------------------------- | ---------------------------------- | ---------------------------------- | ---------------------------------- | ---------------------------------- | ---------------------------------- | ---------------------------------- | ---------------------------------- | ---------------------------------- |
| 1er                                | 17 novembre 2019                   | Stade de Fadil Vokrri, Pristina    | Éliminatoires Euro 2020            | 0 - 4                              | Kosovo                             | 90+1e                              | 0 - 4                              | 6e                                 |
| 2e                                 | 11 octobre 2020                    | Stade de Wembley, Londres          | Ligue des nations 2020-2021        | 2 - 1                              | Belgique                           | 64e                                | 2 - 1                              | 9e                                 |
| 3e                                 | 18 novembre 2020                   | Stade de Wembley, Londres          | Ligue des nations 2020-2021        | 4 - 0                              | Islande                            | 24e                                | 2 - 0                              | 13e                                |
| 4e                                 | 28 mars 2021                       | Arena Kombëtare, Tirana            | Éliminatoires CDM 2022             | 0 - 2                              | Albanie                            | 63e                                | 0 - 2                              | 15e                                |
| 5e                                 | 26 septembre 2022                  | Stade de Wembley, Londres          | Ligue des nations 2022-2023        | 3 - 3                              | Allemagne                          | 75e                                | 2 - 0                              | 32e                                |

## Palmarès

### En club
| Chelsea FC (3) | Manchester United (1) |
| --- | --- |
| - Coupe d'Angleterre (0) - Finaliste en 2020, 2021, 2022 - Ligue des champions (1) - Vainqueur en 2021 - Supercoupe de l'UEFA (1) - Vainqueur en 2021 - Finaliste en 2019 - Coupe du monde des clubs (1) - Vainqueur en 2021 | - Coupe d'Angleterre (1) - Vainqueur en 2024 - Community Shield (0) : - Finaliste en 2024 - Ligue Europa (0) : - Finaliste en 2025 |

### En sélection nationale
| Angleterre -19 ans (1)                                 | Angleterre (0)                                 |
| ------------------------------------------------------ | ---------------------------------------------- |
| - Championnat d'Europe -19 ans (1) - Vainqueur en 2017 | - Championnat d'Europe (0) - Finaliste en 2020 |